# Tarik Sektioui
Tarik Sektioui ou Tariq Alsktioi - em árabe, طارق السكتيوي -, mais conhecido por Tarik, é um jogador de futebol marroquino (Fez, Marrocos a 13 de Maio de 1977).  É internacional pela Selecção Nacional de Marrocos. Tem um bom controlo de bola e, quando a bola está do lado oposto, aparece na área como segundo avançado para finalizar.

## Clubes

### Auxerre
Tarik jogou duas épocas no clube francês AJ Auxerre, onde foi bem sucedido.

### Willem
Ele passou várias épocas na Holanda. Tarik jogou no clube Willem, e como um jogador de grande relevancia no clube, usou a braçadeira de capitão.

### AZ Alkmaar
Enquanto esteve no AZ Alkmaar, Tarik marcou golos vitais (importantes) para a equipa.

### FC. Porto
Em Julho de 2006, Tarik finalmente concretizou o seu sonho ao chegar ao FC.Porto. O seu antigo treinador, Co Adriaanse, foi buscá-lo ao AZ Alkmaar, mas ele próprio foi substituído por Jesualdo Ferreira depois da pré-época passada na Holanda. Sektioui começou bem a época, participou em 4 jogos da Bwin Liga com a marca de 2 assistências e 1 golo, mas depois deixou de ser utilizado e em Dezembro de 2006 foi emprestado ao RKC Waalwijk da Holanda. Mesmo assim contribuiu para a conquista da  Bwin Liga.
Na época seguinte foi chamado por Jesualdo Ferreira para fazer parte do plantel na pré-época, novamente na Holanda. Não deixou fugir a oportunidade e fez grandes exibições nos jogos amigáveis, conseguindo um lugar no FC Porto de 2007/2008, e no onze inicial. Apesar de ter passado pelo Ramadão (espécie de jejum desde do alvorecer até ao por-do-sol durante o mês de Setembro), Tarik conseguiu ser titular tantos nos jogos da Bwin Liga como nos jogos da Liga dos Campeões da UEFA e ODETE CUP, contra o Liverpool FC e Besiktas JK, respectivamente. Apenas ingeria líquidos, mesmo durante os jogos, acabando por sair nos intervalos por falta de ritmo.
A 6 de Novembro de 2007 num jogo a contar para a Liga dos Campeões contra o Olympique de Marselha fez uma jogada semelhante à que Maradona fez na Copa do Mundo de 1986, fintando cinco adversários e marcou um golo de grande qualidade. Hoje em dia, está bem posicionado para ser aclamado o melhor jogador do Continente Africano em 2007

### Ajman Club
Em Julho de 2009 assinou pelo Ajman Club, do campeonato dos Emirados Árabes Unidos.

## Selecção Nacional
Tarik Sektioui é internacional pela Selecção Marroquina. Até agora contabiliza 15 internacionalizações e 3 golos marcados. Fez parte da selecção no CAN 2008 no Gana.sim

## Títulos
- Liga Portuguesa (3): 2006/2007, 2007/2008, 2008/2009
- Taça de Portugal (1): 2008-09
- Supertaça Cândido de Oliveira (1): 2006
- Taça da Confederação CAF (1): 2011